# Longitarsus zangherii
Longitarsus zangherii là một loài bọ cánh cứng trong họ Chrysomelidae. Loài này được Warchalowski miêu tả khoa học năm 1968.